# Île Fox du Sud
L'île Fox du Sud est une île inhabitée du lac Michigan, au large de Leelanau Peninsula (en) et à environ 16 km au sud-ouest de l'île Beaver dans le Comté de Leelanau (Michigan aux USA). Elle forme l'archipel des îles Fox, avec l'île Fox du Nord et une troisième île.

## Historique
L'île d'une superficie de 12,89 km²[réf. nécessaire] mesure environ 8 km de long et 2,4 km de large. Deux tiers de l'île est privé et le tiers restant appartient à l'État du Michigan dont les deux phares de la pointe sud. Il n'existe pas de service de ferry pour l'île, et il n'y a pas de port abrité. Cependant, un aéroport privé avec une piste privée de 1,700 m peut accueillir des avions à réaction.
Le phare de l'île Fox du Sud est l'ancien phare de Sapelo Island démantelé en 1934. Il a remplacé le premier, construit en 1867, qui était une maison en brique avec une tour attenante. La Fox Island Lighthouse Association (FILA), une organisation à but non lucratif, a été créée en 2004 pour aider à la préservation des structures des phares.
L'île comprend un cimetière où sont enterrés actuellement des membres de la Grand Traverse Band of Ottawa and Chippewa Indians (en). Des cerfs ont été introduits sur l'île en 1915. La chasse est autorisée sur les terres domaniales par permis seulement. L'île possède certains des paysages maritimes d'eau douce les plus spectaculaires au monde, y compris des dunes imposantes, des cèdres vierges et des plages vierges.

## Galerie

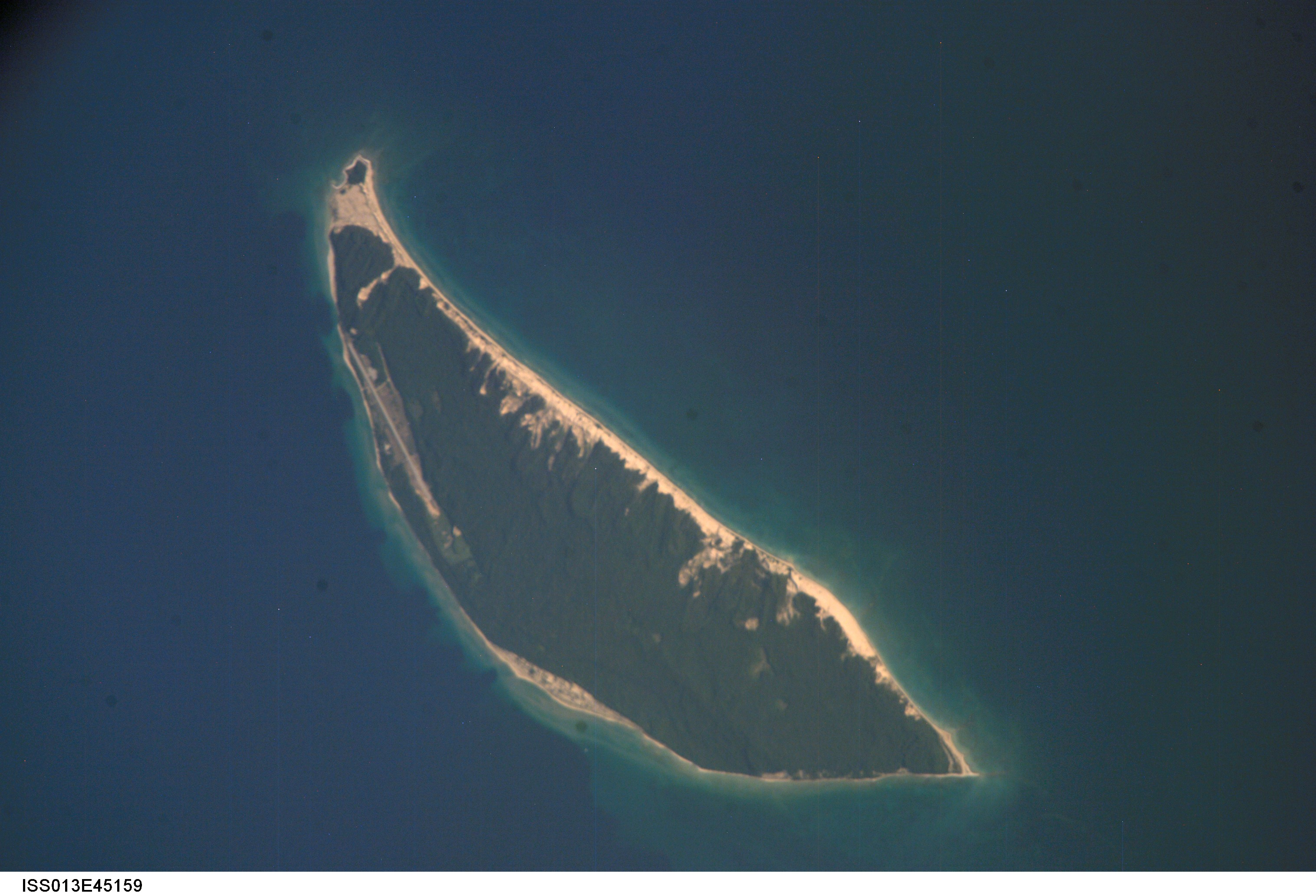
Île Fox du Sud
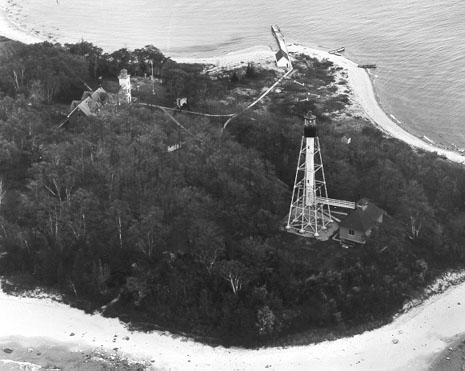
Les anciens phares